# Ligue des champions de l'UEFA 2024-2025
Navigation
Édition 2023-2024 Édition 2025-2026
La Ligue des champions 2024-2025 est la 70e édition de la coupe d'Europe des clubs champions. 81 clubs européens y participent. Cette compétition organisée par l'UEFA oppose les meilleurs clubs européens qui se sont illustrés dans leurs championnats respectifs la saison précédente.
La finale se déroule le 31 mai 2025 au Fußball Arena München à Munich en Allemagne et voit le Paris Saint-Germain remporter sa première Ligue des Champions en écrasant l'Inter Milan (5-0), le plus grand écart jamais enregistré à ce stade de la compétition.
Le vainqueur de la Ligue des champions se qualifiera pour la Ligue des champions de l'UEFA 2025-2026 et la Coupe du monde des clubs de la FIFA 2029 ainsi que pour la Supercoupe de l'UEFA 2025 et la Coupe intercontinentale de la FIFA 2025.
Cette édition de la Ligue des champions connaît un changement de format. La traditionnelle « phase de poules » laisse place à un mini-championnat de 36 équipes appelé « phase de Ligue » dans lequel chaque équipe joue 8 matchs (4 à domicile et 4 à l'extérieur). Le format des tours de qualification et de la phase à élimination directe est par contre inchangé.

## Désignation de la ville hôte de la finale
Le 24 septembre 2019, le comité exécutif de l'UEFA annonce que les finales des éditions 2021, 2022 et 2023 auraient lieu respectivement au stade Krestovski (Saint-Pétersbourg, Russie), à l'Allianz Arena (Munich, Allemagne) et au stade de Wembley (Londres, Angleterre).
Le 17 juin 2020, alors que la pandémie de Covid-19 frappe l'Europe, le comité exécutif de l'UEFA annonce que la finale 2020 sera disputée à Lisbonne au lieu d'Istanbul, et que les quatre sites des finales suivantes ont accepté de repousser leurs engagements. Subséquemment, la finale 2025 se déroule à Munich.

## Format
Le format de la compétition est modifié à partir de cette saison. La phase principale nouvellement instaurée concerne 36 équipes au lieu de 32 pour la phase de groupes des éditions précédentes, les quatre équipes supplémentaires étant :
- le club classé troisième du championnat de la cinquième association au classement UEFA ;
- le champion national de l'association la mieux classée non qualifié directement ;
- deux places reviennent aux associations ayant réalisé la meilleure performance au cours de la saison précédente (nombre total de points obtenus divisé par le nombre de clubs participants). Ces deux associations bénéficient d’une place pour le club le mieux classé dans le championnat national après le dernier club qualifié en Ligue des champions.

Les huit groupes sont ainsi remplacés par un groupe unique (phase de ligue). Chaque club rencontre huit adversaires différents (quatre matches à domicile et quatre matches à l'extérieur), lors de huit journées de compétition. Les équipes sont réparties dans quatre chapeaux de 9 équipes selon leur indice UEFA. Chaque équipe affronte (sur un seul match) deux équipes (obligatoirement étrangères) de chacun des quatre chapeaux (y compris de son propre chapeau). Les confrontations entre les équipes sont tirées au sort, en respectant les critères énoncés. À l'issue de la huitième et dernière journée :
- les huit premiers du classement se qualifient directement pour les huitièmes de finale ;
- les seize clubs classés de la 9e à la 24e place disputent un tour supplémentaire en matchs aller-retour à élimination directe (les huit vainqueurs rejoignant ensuite en huitièmes de finale les premiers qualifiés) ;
- les équipes terminant au-delà la 24e place sont éliminées, il n'y a pas de repêchage vers la Ligue Europa[3].

## Participants
81 équipes provenant de 53 associations membres de l'UEFA participent à la Ligue des champions 2024‑2025.
D'après les coefficients UEFA des pays 2022-2023, une liste définit d’abord le nombre de clubs qu’une association a droit d’envoyer :
- le vainqueur de la Ligue des champions de l'UEFA 2023-2024 est qualifié d'office ;
- le vainqueur de la Ligue Europa 2023-2024 est qualifié d'office ;
- les associations aux places 1 à 5 envoient les quatre meilleurs clubs de leur championnat ;
- l'association à la place 6 envoie les trois meilleurs clubs de son championnat ;
- les associations aux places 7 à 15 envoient les deux meilleurs clubs de leur championnat ;
- les associations aux places 16 à 55, envoient le meilleur club de leur championnat (excepté le Liechtenstein, classé 34e, qui n'a pas de championnat) ;
- les deux associations ayant obtenu le meilleur coefficient UEFA sur la saison précédente obtiennent une place supplémentaire appelée « Place liée à la performance européenne ».

Dans un second temps, le rang en championnat détermine le tour d’arrivée.
D'autre part :
- si le tenant du titre de la Ligue des champions de l'UEFA 2023-2024 est déjà qualifié pour la phase de ligue via son championnat (hors place liée à la performance européenne), le club de la phase de qualification ayant eu le meilleur coefficient UEFA se qualifie directement pour la phase de ligue ;
- si le tenant du titre de la Ligue Europa 2023-2024 est déjà qualifié pour la phase de ligue via son championnat, le club de la phase de qualification ayant eu le meilleur coefficient UEFA se qualifie directement pour la phase de ligue (seulement s'il s'agit du club le mieux classé de son championnat participant à la phase de qualification, sinon la place est attribuée au club ayant eu le deuxième meilleur coefficient)[5].

Les clubs russes sont exclus des compétitions interclubs de l'UEFA depuis la saison 2022-2023 en raison de l'invasion de l'Ukraine par la Russie en 2022,.
|     | Angleterre                | Espagne                     | Allemagne                  | Italie                    |
| --- | ------------------------- | --------------------------- | -------------------------- | ------------------------- |
| 1er | Manchester City (148.000) | Real Madrid (136.000)       | Bayer Leverkusen (90.000)  | Inter Milan (101.000)     |
| 2e  | Arsenal FC (72.000)       | FC Barcelone (91.000)       | VfB Stuttgart (17.324)     | AC Milan (59.000)         |
| 3e  | Liverpool FC (114.000)    | Girona FC (17.897)          | Bayern Munich (144.000)    | Juventus FC (80.000)      |
| 4e  | Aston Villa (20.860)      | Atlético de Madrid (89.000) | RB Leipzig (97.000)        | Atalanta Bergame (81.000) |
| 5e, | -                         | -                           | Borussia Dortmund (97.000) | Bologne FC (18.056)       |

|     | France                        | Pays-Bas                     | Portugal             |
| --- | ----------------------------- | ---------------------------- | -------------------- |
| 1er | Paris Saint-Germain (116.000) | PSV Eindhoven (54.000)       | Sporting CP (54.500) |
| 2e  | AS Monaco (24.000)            | Feyenoord Rotterdam (57.000) | SL Benfica (79.000)  |
| 3e  | Stade brestois 29 (13.366)    | -                            | -                    |

|     | Belgique             | Écosse             | Autriche            | Ukraine                   |
| --- | -------------------- | ------------------ | ------------------- | ------------------------- |
| 1er | Club Bruges (64.000) | Celtic FC (32.000) | Sturm Graz (14.500) | Chakhtar Donetsk (63.000) |

| Barrages | Barrages |
| --- | --- |
| - Serbie : Étoile rouge de Belgrade (40.000) - Turquie : Galatasaray SK (31.500) | - Suisse : BSC Young Boys (34.500) - Croatie : Dinamo Zagreb (50.000) |
| Troisième tour de qualification | |
| Aucune entrée | |
| Deuxième tour de qualification | |
| - Tchéquie : Sparta Prague (22.500) - Norvège : FK Bodø/Glimt (28.000) - Danemark : FC Midtjylland (25.500) - Grèce : PAOK Salonique (37.000) - Israël : Maccabi Tel-Aviv (35.500) | - Chypre : APOEL Nicosie (14.500) - Suède : Malmö FF (18.500) - Pologne : Jagiellonia Białystok (5.075) - Hongrie : Ferencváros TC (35.000) - Azerbaïdjan : Qarabağ FK (33.000) |
| Premier tour de qualification | |
| - Roumanie : FCSB (10.500) - Bulgarie : Ludogorets Razgrad (26.000) - Slovaquie : Slovan Bratislava (30.500) - Kazakhstan : Ordabasy Chimkent (4.000) - Slovénie : NK Celje (4.500) - Moldavie : CS Petrocub Hîncești (7.000) - Kosovo : KF Ballkani (6.000) - Lettonie : FK RFS (8.000) - Irlande : Shamrock Rovers (9.500) - Finlande : HJK Helsinki (11.500) - Lituanie : FK Panevėžys (4.000) - Arménie : FC Pyunik (8.000) - Biélorussie : Dinamo Minsk (4.500) - Bosnie-Herzégovine : FK Borac Banja Luka (5.500) | - Luxembourg : FC Differdange 03 (3.500) - Îles Féroé : KÍ Klaksvík (10.000) - Irlande du Nord : Larne FC (4.500) - Malte : Hamrun Spartans (4.500) - Géorgie : Dinamo Batoumi (5.500) - Estonie : Flora Tallinn (11.000) - Islande : Víkingur Reykjavik (4.000) - Albanie : KF Egnatia Rrogozhinë (1.475) - Pays de Galles : The New Saints (8.500) - Gibraltar : Lincoln Red Imps (9.000) - Macédoine du Nord : FC Struga (3.500) - Andorre : UE Santa Coloma (1.199) - Monténégro : FK Dečić Tuzi (2.000) - Saint-Marin : SS Virtus (0.366) |

| Barrages |
| --- |
| Aucune entrée |
| Troisième tour de qualification |
| - Quatrième du championnat - France : LOSC Lille (47.000) - Troisième du championnat - Pays-Bas : FC Twente (12.260) - Deuxièmes du championnat - Belgique : Union saint-gilloise (27.000) - Écosse : Rangers FC (63.000) - Autriche : RB Salzbourg (50.000) - Tchéquie : Slavia Prague (53.000) |
| Deuxième tour de qualification |
| - Deuxièmes du championnat - Serbie : Partizan Belgrade (25.500) - Turquie : Fenerbahçe SK (36.000) - Suisse : FC Lugano (8.000) - Ukraine : Dynamo Kiev (26.500) |

## Calendrier
| Nom                                                                             | Tirage au sort    | Date aller | Date retour | Équipes participantes | Équipes participantes |
| Nom                                                                             | Tirage au sort    | Date aller | Date retour | VC                    | VL                    |
| ------------------------------------------------------------------------------- | ----------------- | --- | --- | --------------------- | --------------------- |
| Phase qualificative (2024)                                                      |                   | | |                       |                       |
| Premier tour de qualification                                                   | 18 juin à Nyon    | 9 et 10 juillet | 16 et 17 juillet | 28                    |                       |
| Deuxième tour de qualification                                                  | 19 juin à Nyon    | 23 et 24 juillet | 30 et 31 juillet | 24 (14+10)            | 4                     |
| Troisième tour de qualification                                                 | 22 juillet à Nyon | 6 et 7 août | 13 août | 12                    | 8 (2+6)               |
| Barrages (quatrième tour)                                                       | 5 août à Nyon     | 20 et 21 août | 27 et 28 août | 10 (6+4)              | 4                     |
| Phase de ligue (2024 - 2025)                                                    |                   | | |                       |                       |
| Journée 1 Journée 2 Journée 3 Journée 4 Journée 5 Journée 6 Journée 7 Journée 8 | 29 août à Monaco  | 17, 18 et 19 septembre 1er et 2 octobre 22 et 23 octobre 5 et 6 novembre 26 et 27 novembre 10 et 11 décembre 21 et 22 janvier 29 janvier | 17, 18 et 19 septembre 1er et 2 octobre 22 et 23 octobre 5 et 6 novembre 26 et 27 novembre 10 et 11 décembre 21 et 22 janvier 29 janvier | 36 (7 + 29)           | 36 (7 + 29)           |
| Phase à élimination directe (2025)                                              |                   | | |                       |                       |
| Barrages                                                                        | 31 janvier        | 11 et 12 février | 18 et 19 février | 16                    | 16                    |
| Huitièmes de finale                                                             | 21 février        | 4 et 5 mars | 11 et 12 mars | 16 (8 + 8)            | 16 (8 + 8)            |
| Quarts de finale                                                                | 21 février        | 8 et 9 avril | 15 et 16 avril | 8                     | 8                     |
| Demi-finale                                                                     | 21 février        | 29 et 30 avril | 6 et 7 mai | 4                     | 4                     |
| Finale                                                                          | 21 février        | 31 mai 2025 à Munich | 31 mai 2025 à Munich | 2                     | 2                     |
| Légende : Nombre de Clubs (Clubs qualifiés du tour précédent + Clubs entrants)  |                   | | |                       |                       |

## Phase qualificative

### Premier tour de qualification
Ce tour concerne les vingt-huit champions des associations classées entre la 26e et la 55e place au classement UEFA (hors Liechtenstein). Les quatorze vainqueurs de ce tour se qualifient pour le deuxième tour de qualification tandis que les quatorze perdants sont reversés en Ligue Conférence : douze au 2e tour de qualification et deux au 3e tour de qualification.
| Équipe              | Aller              | Total              | Retour             | Équipe                |
| Voie des Champions  | Voie des Champions | Voie des Champions | Voie des Champions | Voie des Champions    |
| ------------------- | ------------------ | ------------------ | ------------------ | --------------------- |
| Slovan Bratislava   | 4 - 2              | 6 - 3              | 2 - 1              | FC Struga             |
| The New Saints      | 3 - 0              | 4 - 1              | 1 - 1              | FK Dečić Tuzi         |
| FK Borac Banja Luka | 1 - 0              | 2 - 2 (4 - 1 tab)  | 1 - 2              | KF Egnatia Rrogozhinë |
| Hamrun Spartans     | 0 - 1              | 1 - 1 (4 - 5 tab)  | 1 - 0              | Lincoln Red Imps      |
| UE Santa Coloma     | 1 - 2              | 3 - 3 (6 - 5 tab)  | 2 - 1 ap           | KF Ballkani           |
| Flora Tallinn       | 0 - 5              | 1 - 7              | 1 - 2              | NK Celje              |
| KÍ Klaksvík         | 2 - 0              | 2 - 0              | 0 - 0              | FC Differdange 03     |
| FK Panevėžys        | 3 - 0              | 4 - 1              | 1 - 1              | HJK Helsinki          |
| FK RFS              | 3 - 0              | 7 - 0              | 4 - 0              | Larne FC              |
| Víkingur Reykjavik  | 0 - 0              | 1 - 2              | 1 - 2              | Shamrock Rovers       |
| SS Virtus           | 1 - 7              | 1 - 11             | 0 - 4              | FCSB                  |
| Ludogorets Razgrad  | 3 - 1              | 3 - 2              | 0 - 1              | Dinamo Batoumi        |
| Ordabasy Chimkent   | 0 - 0              | 0 - 1              | 0 - 1              | CS Petrocub Hîncești  |
| Dinamo Minsk        | 0 - 0              | 1 - 0              | 1 - 0              | FC Pyunik             |

### Deuxième tour de qualification
La phase qualificative se divise à ce moment-là en deux voies distinctes : la voie des Champions et la voie de la Ligue. Les quatorze vainqueurs de ce tour se qualifient pour le troisième tour de qualification tandis que les quatorze perdants sont reversés au troisième tour de qualification de la Ligue Europa.
Voie des Champions
Les participants sont les quatorze équipes vainqueurs du premier tour de qualification auxquels s'ajoutent les huit champions des associations classées entre la 15e et la 24e place au classement UEFA (hors Russie) ainsi que les deux champions exemptés du premier tour de qualification (ayant le meilleur coefficient UEFA).
| Équipe             | Aller              | Total              | Retour             | Équipe                |
| Voie des Champions | Voie des Champions | Voie des Champions | Voie des Champions | Voie des Champions    |
| ------------------ | ------------------ | ------------------ | ------------------ | --------------------- |
| Ludogorets Razgrad | 2 - 0              | 2 - 1              | 0 - 1              | Dinamo Minsk          |
| APOEL Nicosie      | 1 - 0              | 2 - 1              | 1 - 1              | CS Petrocub Hîncești  |
| Ferencváros TC     | 5 - 0              | 7 - 1              | 2 - 1              | The New Saints        |
| PAOK Salonique     | 3 - 2              | 4 - 2              | 1 - 0              | FK Borac Banja Luka   |
| FK Bodø/Glimt      | 4 - 0              | 7 - 1              | 3 - 1              | FK RFS                |
| Malmö FF           | 4 - 1              | 6 - 4              | 2 - 3              | KÍ Klaksvík           |
| Shamrock Rovers    | 0 - 2              | 2 - 6              | 2 - 4              | Sparta Prague         |
| UE Santa Coloma    | 0 - 3              | 0 - 4              | 0 - 1              | FC Midtjylland        |
| NK Celje           | 1 - 1              | 1 - 6              | 0 - 5              | Slovan Bratislava     |
| FK Panevėžys       | 0 - 4              | 1 - 7              | 1 - 3              | Jagiellonia Białystok |
| Lincoln Red Imps   | 0 - 2              | 0 - 7              | 0 - 5              | Qarabağ FK            |
| FCSB               | 1 - 1              | 2 - 1              | 1 - 0              | Maccabi Tel-Aviv      |

Voie de la Ligue
Elle se compose des quatre vice-champions des associations classées entre la 11e et la 14e place au classement UEFA.
| Équipe           | Aller            | Total            | Retour           | Équipe            |
| Voie de la Ligue | Voie de la Ligue | Voie de la Ligue | Voie de la Ligue | Voie de la Ligue  |
| ---------------- | ---------------- | ---------------- | ---------------- | ----------------- |
| FC Lugano        | 3 - 4            | 4 - 6            | 1 - 2            | Fenerbahçe SK     |
| Dynamo Kiev      | 6 - 2            | 9 - 2            | 3 - 0            | Partizan Belgrade |

### Troisième tour de qualification
Les dix vainqueurs de ce tour se qualifient pour les barrages tandis que, dans le même temps, les six perdants de la voie des Champions sont reversés en barrages de la Ligue Europa et les quatre perdants de la voie de la Ligue sont directement reversés dans la phase de ligue de cette même compétition.
Voie des Champions
Ce tour ne voit aucune entrée en lice pour la voie des Champions : les participants sont les douze vainqueurs du 2e tour.
| Équipe                | Aller              | Total              | Retour             | Équipe             |
| Voie des Champions    | Voie des Champions | Voie des Champions | Voie des Champions | Voie des Champions |
| --------------------- | ------------------ | ------------------ | ------------------ | ------------------ |
| Qarabağ FK            | 1 - 2              | 8 - 4              | 7 - 2 ap           | Ludogorets Razgrad |
| Slovan Bratislava     | 2 - 0              | 2 - 0              | 0 - 0              | APOEL Nicosie      |
| Sparta Prague         | 1 - 1              | 4 - 3              | 3 - 2              | FCSB               |
| Malmö FF              | 2 - 2              | 6 - 5              | 4 - 3 ap           | PAOK Salonique     |
| FC Midtjylland        | 2 - 0              | 3 - 1              | 1 - 1              | Ferencváros TC     |
| Jagiellonia Białystok | 0 - 1              | 1 - 5              | 1 - 4              | FK Bodø/Glimt      |

Voie de la Ligue
Huit équipes participent à ce tour : les deux vainqueurs de la voie de la Ligue du 2e tour sont rejoints par l'entrée des trois vice-champions des associations classées à la 8e et la 10e place au classement UEFA ainsi que du club disposant du meilleur coefficient parmi tous les clubs qualifiés pour le 2e tour, du troisième de l'association classée à la 6e place et du quatrième de l'association classée à la 5e place.
| Équipe           | Aller            | Total            | Retour           | Équipe               |
| Voie de la Ligue | Voie de la Ligue | Voie de la Ligue | Voie de la Ligue | Voie de la Ligue     |
| ---------------- | ---------------- | ---------------- | ---------------- | -------------------- |
| Slavia Prague    | 3 - 1            | 4 - 1            | 1 - 0            | Union saint-gilloise |
| LOSC Lille       | 2 - 1            | 3 - 2            | 1 - 1 ap         | Fenerbahçe SK        |
| Dynamo Kiev      | 1 - 1            | 3 - 1            | 2 - 0            | Rangers FC           |
| RB Salzbourg     | 2 - 1            | 5 - 4            | 3 - 3            | FC Twente            |

### Barrages
Les sept vainqueurs de ce tour se qualifient pour la phase de ligue de la Ligue des champions tandis que les sept perdants sont reversés en phase de ligue de la Ligue Europa. À noter qu'à partir des barrages, la mise en place protocolaire et logistique de la ligue des champions s'applique, c'est à dire que les sponsors officiels de la compétition sont affichés dans le stade, y compris à la télévision, l'hymne de la ligue des champions est également joué avant le match, comme en phase de ligue.
Voie des Champions
Ce tour voit l'entrée en lice des quatre champions des associations classées de la 11e à la 14e place au classement UEFA, auxquels s'ajoutent les six vainqueurs de la voie des Champions du troisième tour pour un total de dix équipes.
| Équipe             | Aller              | Total              | Retour             | Équipe                   |
| Voie des Champions | Voie des Champions | Voie des Champions | Voie des Champions | Voie des Champions       |
| ------------------ | ------------------ | ------------------ | ------------------ | ------------------------ |
| BSC Young Boys     | 3 - 2              | 4 - 2              | 1 - 0              | Galatasaray SK           |
| Dinamo Zagreb      | 3 - 0              | 5 - 0              | 2 - 0              | Qarabağ FK               |
| FC Midtjylland     | 1 - 1              | 3 - 4              | 2 - 3              | Slovan Bratislava        |
| FK Bodø/Glimt      | 2 - 1              | 2 - 3              | 0 - 2              | Étoile rouge de Belgrade |
| Malmö FF           | 0 - 2              | 0 - 4              | 0 - 2              | Sparta Prague            |

Voie de la Ligue
Elle ne voit aucune entrée et oppose les quatre vainqueurs de la voie de la Ligue du tour précédent.
| Équipe           | Aller            | Total            | Retour           | Équipe           |
| Voie de la Ligue | Voie de la Ligue | Voie de la Ligue | Voie de la Ligue | Voie de la Ligue |
| ---------------- | ---------------- | ---------------- | ---------------- | ---------------- |
| LOSC Lille       | 2 - 0            | 3 - 2            | 1 - 2            | Slavia Prague    |
| Dynamo Kiev      | 0 - 2            | 1 - 3            | 1 - 1            | RB Salzbourg     |

## Phase de ligue
Lisbonne
Sporting CP
SL Benfica
Madrid
Atlético de Madrid
Real Madrid
Milan
Inter Milan
AC Milan

### Tirage au sort des confrontations
Le tirage au sort des confrontations a lieu le 29 août 2024 au Grimaldi Forum Monaco. Le tirage est hybride selon un format manuel et par ordinateur, pour faciliter la logistique. Les trente-six participants sont répartis dans quatre chapeaux de neuf équipes sur la base de leur coefficient UEFA en 2024, le tenant du titre étant automatiquement versé dans le chapeau 1. Le tirage est fait de sorte que chaque équipe affronte une fois deux équipes étrangères de chaque chapeau, soit au total huit adversaires différents (quatre matches à domicile et quatre matches à l'extérieur).

#### Chapeaux
| Chapeau 1              | Chapeau 1 | Chapeau 2           | Chapeau 2 | Chapeau 3                   | Chapeau 3 | Chapeau 4            | Chapeau 4 |
| ---------------------- | --------- | ------------------- | --------- | --------------------------- | --------- | -------------------- | --------- |
| Real Madrid T Ch S     | 136,000   | Bayer Leverkusen Ch | 90,000    | Feyenoord Rotterdam         | 57,000    | Slovan Bratislava Ch | 30,500    |
| Manchester City Ch     | 148,000   | Atlético de Madrid  | 89,000    | Sporting CP Ch              | 54,500    | AS Monaco            | 24,000    |
| Bayern Munich          | 144,000   | Atalanta Bergame C3 | 81,000    | PSV Eindhoven Ch            | 54,000    | Sparta Prague Ch     | 22,500    |
| Paris Saint-Germain Ch | 116,000   | Juventus FC         | 80,000    | RB Salzbourg                | 50,000    | Aston Villa          | 20,860    |
| Liverpool FC           | 114,000   | SL Benfica          | 79,000    | Dinamo Zagreb Ch            | 50,000    | Bologne FC           | 18,056    |
| Inter Milan Ch         | 101,000   | Arsenal FC          | 72,000    | LOSC Lille                  | 47,000    | Girona FC            | 17,897    |
| Borussia Dortmund      | 97,000    | Club Bruges Ch      | 64,000    | Étoile rouge de Belgrade Ch | 40,000    | VfB Stuttgart        | 17,324    |
| RB Leipzig             | 97,000    | Chakhtar Donetsk    | 63,000    | BSC Young Boys Ch           | 34,500    | Sturm Graz Ch        | 14,500    |
| FC Barcelone           | 91,000    | AC Milan            | 59,000    | Celtic FC Ch                | 32,000    | Stade brestois 29    | 13,366    |

- Qualification future pour les huitièmes de finale
- Qualification future pour les barrages de la phase à élimination directe

### Critères de départage
Selon l'article 18.01 du règlement de la compétition, en cas d’égalité de points de plusieurs équipes à l'issue des matches de la phase de ligue, les critères suivants sont appliqués dans l'ordre indiqué pour établir le classement et effectuer le départage :
1. Meilleure différence de buts ;
2. Plus grand nombre de buts marqués ;
3. Plus grand nombre de buts marqués à l’extérieur ;
4. Plus grand nombre de victoires ;
5. Plus grand nombre de victoires à l'extérieur ;
6. Plus grand nombre de points obtenus collectivement par les huit adversaires rencontrés ;
7. Meilleure différence de buts collective des huit adversaires rencontrés ;
8. Plus grand nombre de buts marqués collectivement par les huit adversaires rencontrés ;
9. Plus petits nombre de points disciplinaires, sur la base uniquement des cartons jaunes et des cartons rouges reçus par les joueurs ou membres du club, totalisés durant tous les matches (carton rouge = 3 points, carton jaune = 1 point, expulsion pour deux cartons jaunes au cours d'un match = 3 points) ;
10. Meilleur coefficient de club.

### Classement
| Rang | Équipe                   | Pts | J | G | N | P | Bp | Bc | Diff |
| ---- | ------------------------ | --- | - | - | - | - | -- | -- | ---- |
| 1    | Liverpool FC             | 21  | 8 | 7 | 0 | 1 | 17 | 5  | +12  |
| 2    | FC Barcelone             | 19  | 8 | 6 | 1 | 1 | 28 | 13 | +15  |
| 3    | Arsenal FC               | 19  | 8 | 6 | 1 | 1 | 16 | 3  | +13  |
| 4    | Inter Milan              | 19  | 8 | 6 | 1 | 1 | 11 | 1  | +10  |
| 5    | Atlético de Madrid       | 18  | 8 | 6 | 0 | 2 | 20 | 12 | +8   |
| 6    | Bayer Leverkusen         | 16  | 8 | 5 | 1 | 2 | 15 | 7  | +8   |
| 7    | LOSC Lille               | 16  | 8 | 5 | 1 | 2 | 17 | 10 | +7   |
| 8    | Aston Villa              | 16  | 8 | 5 | 1 | 2 | 13 | 6  | +7   |
| 9    | Atalanta Bergame C3      | 15  | 8 | 4 | 3 | 1 | 20 | 6  | +14  |
| 10   | Borussia Dortmund        | 15  | 8 | 5 | 0 | 3 | 22 | 12 | +10  |
| 11   | Real Madrid T S          | 15  | 8 | 5 | 0 | 3 | 20 | 12 | +8   |
| 12   | Bayern Munich            | 15  | 8 | 5 | 0 | 3 | 20 | 12 | +8   |
| 13   | AC Milan                 | 15  | 8 | 5 | 0 | 3 | 14 | 11 | +3   |
| 14   | PSV Eindhoven            | 14  | 8 | 4 | 2 | 2 | 16 | 12 | +4   |
| 15   | Paris Saint-Germain      | 13  | 8 | 4 | 1 | 3 | 14 | 9  | +5   |
| 16   | Benfica Lisbonne         | 13  | 8 | 4 | 1 | 3 | 16 | 12 | +4   |
| 17   | AS Monaco                | 13  | 8 | 4 | 1 | 3 | 13 | 13 | 0    |
| 18   | Stade brestois 29        | 13  | 8 | 4 | 1 | 3 | 10 | 11 | -1   |
| 19   | Feyenoord Rotterdam      | 13  | 8 | 4 | 1 | 3 | 18 | 21 | -3   |
| 20   | Juventus FC              | 12  | 8 | 3 | 3 | 2 | 9  | 7  | +2   |
| 21   | Celtic FC                | 12  | 8 | 3 | 3 | 2 | 13 | 14 | -1   |
| 22   | Manchester City          | 11  | 8 | 3 | 2 | 3 | 18 | 14 | +4   |
| 23   | Sporting CP              | 11  | 8 | 3 | 2 | 3 | 13 | 12 | +1   |
| 24   | Club Bruges              | 11  | 8 | 3 | 2 | 3 | 7  | 11 | -4   |
| 25   | Dinamo Zagreb            | 11  | 8 | 3 | 2 | 3 | 12 | 19 | -7   |
| 26   | VfB Stuttgart            | 10  | 8 | 3 | 1 | 4 | 13 | 17 | -4   |
| 27   | Chakhtar Donetsk         | 7   | 8 | 2 | 1 | 5 | 8  | 16 | -8   |
| 28   | Bologne FC               | 6   | 8 | 1 | 3 | 4 | 4  | 9  | -5   |
| 29   | Étoile rouge de Belgrade | 6   | 8 | 2 | 0 | 6 | 13 | 22 | -9   |
| 30   | Sturm Graz               | 6   | 8 | 2 | 0 | 6 | 5  | 14 | -9   |
| 31   | Sparta Prague            | 4   | 8 | 1 | 1 | 6 | 7  | 21 | -14  |
| 32   | RB Leipzig               | 3   | 8 | 1 | 0 | 7 | 8  | 15 | -7   |
| 33   | Girona FC                | 3   | 8 | 1 | 0 | 7 | 5  | 13 | -8   |
| 34   | RB Salzbourg             | 3   | 8 | 1 | 0 | 7 | 5  | 27 | -22  |
| 35   | Slovan Bratislava        | 0   | 8 | 0 | 0 | 8 | 7  | 27 | -20  |
| 36   | BSC Young Boys           | 0   | 8 | 0 | 0 | 8 | 3  | 24 | -21  |

- Qualification pour les huitièmes de finale
- Qualification pour les barrages de la phase à élimination directe en tant que tête de série
- Qualification pour les barrages de la phase à élimination directe en tant que non tête de série

Abréviations
- T : Tenant du titre
- C3 : Vainqueur de la Ligue Europa
- S : Vainqueur de la Supercoupe de l'UEFA

### Matchs
La première journée débute par un festival de buts : le Bayern Munich, mené par Harry Kane, auteur d’un quadruplé, écrase le Dinamo Zagreb 9-2. Les Bavarois sont les premiers leaders de cette phase de poule suivi par le Celtic Glasgow qui bat Bratislava (5-1) et le Bayer Leverkusen, éclatant vainqueur à Rotterdam (0-4). La surprise de la semaine est à mettre à l’actif de Monaco, vainqueur d’un FC Barcelone jusque là invaincu cette saison (2-1).
La deuxième journée voit la prise de pouvoir d’un autre club allemand, le Borussia Dortmund. Les Gelb und Schwarz écrasent le Celtic 7 buts à 1. Cartons aussi pour Manchester City (4-0 à Bratislava), l’Inter Milan (4-0 contre l’Etoile Rouge de Belgrade) ou le FC Barcelone (5-0 face aux Young Boys Berne). Plus surprenant, le Benfica administre un 4-0 à l’Atletico Madrid, tout comme Brest, vainqueur sur le même score à Salzbourg. Les Bretons sont deuxième.
Les succès surprenants sont nombreux lors de cette deuxième journée, le Bayern et le Real s’inclinant tous les deux respectivement face à Aston Villa et au LOSC. Enfin le Paris Saint Germain se voit dominé par Arsenal 2-0, une défaite qualifiée de « relativement logique » par l’Équipe.
Après trois journées seuls deux équipes ont gagné leurs trois rencontres : Liverpool (vainqueur 1-0 à Leipzig) et Aston Villa qui domine Bologne 2-0. Le Real se reprend bien en battant Dortmund 5-2 grâce notamment à un triplé de Vinicius. C’est en revanche plus difficile pour le Bayern, écrasé 4-1 par le FC Barcelone, l’Atletico, dominé à domicile 3-1 par le LOSC, et le PSG qui partage les points à domicile avec le PSV Eindhoven.
Liverpool poursuit sa marche en avant lors de la 4e journée en s’imposant nettement 4-0 face à Leverkusen. Coup d’arrêt pour ses poursuivants : Aston Villa est maté par Bruges 1-0, tandis que Manchester City encaisse une lourde défaite 4-1 contre le Sporting Portugal. Le Real Madrid et le PSG confirment leurs difficultés : le champion en titre perd 3-1 à domicile contre le Milan AC. Paris s’incline à la dernière minute contre l’Atletico et chute à la 25e place, non qualificative pour la suite de la compétition.
La cinquième journée voit un trio de tête se dégager : Liverpool toujours (2-0 face à un Real Madrid inefficace), le FC Barcelone (vainqueur logique de Brest 3-0) et l’Inter (succès 1-0 contre Leipzig). Paris s’incline à Munich et semble condamné à l’exploit pour décrocher sa qualification. Manchester City confirme ses difficultés du moment : les Skyblues mènent tranquillement 3-0 contre Feyenoord à 15 minutes de la fin. Ils vont pourtant concéder le match nul 3-3.
La sixième journée confirme l’épopée de Brest. Les Bretons l’emportent 1-0 grâce à Julien Le Cardinal et assurent leur qualification pour les barrages. Lille (3-2 contre Sturm Graz) et Paris (3-0 à Salzbourg) confortent le bilan des clubs français, seulement taché par une défaite incontestable de Monaco à Arsenal. Si le Real relève la tête à Bergame (3-2), Manchester City confirme ses difficultés à Turin, défaite 2-0 face à la Juventus.
Lors de la 7e journée, Liverpool assure sa qualification pour les 1/8e de finale face à Lille (2-1). Les Anglais ont gagné tous leurs matches depuis le début de la compétition. Vainqueur rocambolesque de Benfica (5-4 après avoir été mené 3-1 puis 4-2), le FC Barcelone valide aussi son ticket sans passer par les barrages. Des barrages que Paris peut entrapercevoir après sa victoire (4-2) contre Manchester City. Les hommes de Pep Guardiola devront absolument l’emporter lors de leur dernière journée. Vainqueur d’Aston Villa (1-0) Monaco arrache quant à lui son billet pour les play off.
La 8e journée offre une première avec 18 matches en simultané. Face à un Liverpool démobilisé et déjà assuré d’être parmi les deux premiers (il finira même premier), le PSV Eindhoven composte son ticket pour les play off, avec un succès 3-2 assurant la 14e place.
Le FC Barcelone échoue à s’emparer de la tête, après un nul 2-2 contre l’Atalanta. Ce match ne fait pas non plus les affaires de la Bergame qui finit au 9e rang.
Manchester City et le PSG arrachent quant à eux leurs qualifications pour les barrages, Paris finissant même 15e grâce à son succès 4-1 contre le VfB Stuttgart.
| 1re journée              | 1re journée       | 1re journée          |
| Équipe à domicile        | Score             | Équipe à l'extérieur |
| 17 septembre 2024        | 17 septembre 2024 | 17 septembre 2024    |
| ------------------------ | ----------------- | -------------------- |
| Juventus FC              | 2 - 0             | PSV Eindhoven        |
| BSC Young Boys           | 0 - 3             | Aston Villa          |
| Bayern Munich            | 9 - 2             | Dinamo Zagreb        |
| Real Madrid              | 3 - 1             | VfB Stuttgart        |
| AC Milan                 | 1 - 3             | Liverpool FC         |
| Sporting CP              | 2 - 0             | LOSC Lille           |
| 18 septembre 2024        |                   |                      |
| Sparta Prague            | 3 - 0             | RB Salzbourg         |
| Bologne FC               | 0 - 0             | Chakhtar Donetsk     |
| Celtic FC                | 5 - 1             | Slovan Bratislava    |
| Club Bruges              | 0 - 3             | Borussia Dortmund    |
| Paris Saint-Germain      | 1 - 0             | Girona FC            |
| Manchester City          | 0 - 0             | Inter Milan          |
| 19 septembre 2024        |                   |                      |
| Feyenoord Rotterdam      | 0 - 4             | Bayer Leverkusen     |
| Étoile rouge de Belgrade | 1 - 2             | Benfica Lisbonne     |
| AS Monaco                | 2 - 1             | FC Barcelone         |
| Atalanta Bergame         | 0 - 0             | Arsenal FC           |
| Atlético de Madrid       | 2 - 1             | RB Leipzig           |
| Stade brestois 29        | 2 - 1             | Sturm Graz           |

| 2e journée        | 2e journée       | 2e journée               |
| Équipe à domicile | Score            | Équipe à l'extérieur     |
| 1er octobre 2024  | 1er octobre 2024 | 1er octobre 2024         |
| ----------------- | ---------------- | ------------------------ |
| RB Salzbourg      | 0 - 4            | Stade brestois 29        |
| VfB Stuttgart     | 1 - 1            | Sparta Prague            |
| Arsenal FC        | 2 - 0            | Paris Saint-Germain      |
| Bayer Leverkusen  | 1 - 0            | AC Milan                 |
| Borussia Dortmund | 7 - 1            | Celtic FC                |
| FC Barcelone      | 5 - 0            | BSC Young Boys           |
| Inter Milan       | 4 - 0            | Étoile rouge de Belgrade |
| PSV Eindhoven     | 1 - 1            | Sporting CP              |
| Slovan Bratislava | 0 - 4            | Manchester City          |
| 2 octobre 2024    |                  |                          |
| Chakhtar Donetsk  | 0 - 3            | Atalanta Bergame         |
| Girona FC         | 2 - 3            | Feyenoord Rotterdam      |
| Aston Villa       | 1 - 0            | Bayern Munich            |
| Dinamo Zagreb     | 2 - 2            | AS Monaco                |
| Liverpool FC      | 2 - 0            | Bologne FC               |
| LOSC Lille        | 1 - 0            | Real Madrid              |
| RB Leipzig        | 2 - 3            | Juventus FC              |
| Sturm Graz        | 0 - 1            | Club Bruges              |
| Benfica Lisbonne  | 4 - 0            | Atlético de Madrid       |

| 3e journée          | 3e journée      | 3e journée               |
| Équipe à domicile   | Score           | Équipe à l'extérieur     |
| 22 octobre 2024     | 22 octobre 2024 | 22 octobre 2024          |
| ------------------- | --------------- | ------------------------ |
| AC Milan            | 3 - 1           | Club Bruges              |
| AS Monaco           | 5 - 1           | Étoile rouge de Belgrade |
| Paris Saint-Germain | 1 - 1           | PSV Eindhoven            |
| Juventus FC         | 0 - 1           | VfB Stuttgart            |
| Arsenal FC          | 1 - 0           | Chakhtar Donetsk         |
| Aston Villa         | 2 - 0           | Bologne FC               |
| Girona FC           | 2 - 0           | Slovan Bratislava        |
| Sturm Graz          | 0 - 2           | Sporting CP              |
| Real Madrid         | 5 - 2           | Borussia Dortmund        |
| 23 octobre 2024     |                 |                          |
| Atalanta Bergame    | 0 - 0           | Celtic FC                |
| Stade brestois 29   | 1 - 1           | Bayer Leverkusen         |
| Manchester City     | 5 - 0           | Sparta Prague            |
| RB Leipzig          | 0 - 1           | Liverpool FC             |
| FC Barcelone        | 4 - 1           | Bayern Munich            |
| Atlético de Madrid  | 1 - 3           | LOSC Lille               |
| Benfica Lisbonne    | 1 - 3           | Feyenoord Rotterdam      |
| RB Salzbourg        | 0 - 2           | Dinamo Zagreb            |
| BSC Young Boys      | 0 - 1           | Inter Milan              |

| 4e journée               | 4e journée      | 4e journée           |
| Équipe à domicile        | Score           | Équipe à l'extérieur |
| 5 novembre 2024          | 5 novembre 2024 | 5 novembre 2024      |
| ------------------------ | --------------- | -------------------- |
| PSV Eindhoven            | 4 - 0           | Girona FC            |
| Slovan Bratislava        | 1 - 4           | Dinamo Zagreb        |
| Bologne FC               | 0 - 1           | AS Monaco            |
| Borussia Dortmund        | 1 - 0           | Sturm Graz           |
| Celtic FC                | 3 - 1           | RB Leipzig           |
| Liverpool FC             | 4 - 0           | Bayer Leverkusen     |
| LOSC Lille               | 1 - 1           | Juventus FC          |
| Real Madrid              | 1 - 3           | AC Milan             |
| Sporting CP              | 4 - 1           | Manchester City      |
| 6 novembre 2024          |                 |                      |
| Club Bruges              | 1 - 0           | Aston Villa          |
| Chakhtar Donetsk         | 2 - 1           | BSC Young Boys       |
| Sparta Prague            | 1 - 2           | Stade brestois 29    |
| Bayern Munich            | 1 - 0           | Benfica Lisbonne     |
| Inter Milan              | 1 - 0           | Arsenal FC           |
| Feyenoord Rotterdam      | 1 - 3           | RB Salzbourg         |
| Étoile rouge de Belgrade | 2 - 5           | FC Barcelone         |
| Paris Saint-Germain      | 1 - 2           | Atlético de Madrid   |
| VfB Stuttgart            | 0 - 2           | Atalanta Bergame     |

| 5e journée               | 5e journée       | 5e journée           |
| Équipe à domicile        | Score            | Équipe à l'extérieur |
| 26 novembre 2024         | 26 novembre 2024 | 26 novembre 2024     |
| ------------------------ | ---------------- | -------------------- |
| Sparta Prague            | 0 - 6            | Atlético de Madrid   |
| Slovan Bratislava        | 2 - 3            | AC Milan             |
| Bayer Leverkusen         | 5 - 0            | RB Salzbourg         |
| BSC Young Boys           | 1 - 6            | Atalanta Bergame     |
| FC Barcelone             | 3 - 0            | Stade brestois 29    |
| Bayern Munich            | 1 - 0            | Paris Saint-Germain  |
| Inter Milan              | 1 - 0            | RB Leipzig           |
| Manchester City          | 3 - 3            | Feyenoord Rotterdam  |
| Sporting CP              | 1 - 5            | Arsenal FC           |
| 27 novembre 2024         |                  |                      |
| Étoile rouge de Belgrade | 5 - 1            | VfB Stuttgart        |
| Sturm Graz               | 1 - 0            | Girona FC            |
| AS Monaco                | 2 - 3            | Benfica Lisbonne     |
| Aston Villa              | 0 - 0            | Juventus FC          |
| Bologne FC               | 1 - 2            | LOSC Lille           |
| Celtic FC                | 1 - 1            | Club Bruges          |
| Dinamo Zagreb            | 0 - 3            | Borussia Dortmund    |
| Liverpool FC             | 2 - 0            | Real Madrid          |
| PSV Eindhoven            | 3 - 2            | Chakhtar Donetsk     |

| 6e journée          | 6e journée       | 6e journée               |
| Équipe à domicile   | Score            | Équipe à l'extérieur     |
| 10 décembre 2024    | 10 décembre 2024 | 10 décembre 2024         |
| ------------------- | ---------------- | ------------------------ |
| Girona FC           | 0 - 1            | Liverpool FC             |
| Dinamo Zagreb       | 0 - 0            | Celtic FC                |
| Atalanta Bergame    | 2 - 3            | Real Madrid              |
| Bayer Leverkusen    | 1 - 0            | Inter Milan              |
| Club Bruges         | 2 - 1            | Sporting CP              |
| RB Salzbourg        | 0 - 3            | Paris Saint-Germain      |
| Chakhtar Donetsk    | 1 - 5            | Bayern Munich            |
| RB Leipzig          | 2 - 3            | Aston Villa              |
| Stade brestois 29   | 1 - 0            | PSV Eindhoven            |
| 11 décembre 2024    |                  |                          |
| Atlético de Madrid  | 3 - 1            | Slovan Bratislava        |
| LOSC Lille          | 3 - 2            | Sturm Graz               |
| AC Milan            | 2 - 1            | Étoile rouge de Belgrade |
| Arsenal FC          | 3 - 0            | AS Monaco                |
| Borussia Dortmund   | 2 - 3            | FC Barcelone             |
| Feyenoord Rotterdam | 4 - 2            | Sparta Prague            |
| Juventus FC         | 0 - 0            | Manchester City          |
| Benfica Lisbonne    | 0 - 0            | Bologne FC               |
| VfB Stuttgart       | 5 - 1            | BSC Young Boys           |

| 7e journée               | 7e journée      | 7e journée           |
| Équipe à domicile        | Score           | Équipe à l'extérieur |
| 21 janvier 2025          | 21 janvier 2025 | 21 janvier 2025      |
| ------------------------ | --------------- | -------------------- |
| AS Monaco                | 1 - 0           | Aston Villa          |
| Atalanta Bergame         | 5 - 0           | Sturm Graz           |
| Atlético de Madrid       | 2 - 1           | Bayer Leverkusen     |
| Bologne FC               | 2 - 1           | Borussia Dortmund    |
| Club Bruges              | 0 - 0           | Juventus FC          |
| Étoile rouge de Belgrade | 2 - 3           | PSV Eindhoven        |
| Liverpool FC             | 2 - 1           | LOSC Lille           |
| Slovan Bratislava        | 1 - 3           | VfB Stuttgart        |
| Benfica Lisbonne         | 4 - 5           | FC Barcelone         |
| 22 janvier 2025          |                 |                      |
| Chakhtar Donetsk         | 2 - 0           | Stade brestois 29    |
| RB Leipzig               | 2 - 1           | Sporting CP          |
| AC Milan                 | 1 - 0           | Girona FC            |
| Sparta Prague            | 0 - 1           | Inter Milan          |
| Arsenal FC               | 3 - 0           | Dinamo Zagreb        |
| Celtic FC                | 1 - 0           | BSC Young Boys       |
| Feyenoord Rotterdam      | 3 - 0           | Bayern Munich        |
| Paris Saint-Germain      | 4 - 2           | Manchester City      |
| Real Madrid              | 5 - 1           | RB Salzbourg         |

| 8e journée        | 8e journée      | 8e journée               |
| Équipe à domicile | Score           | Équipe à l'extérieur     |
| 29 janvier 2025   | 29 janvier 2025 | 29 janvier 2025          |
| ----------------- | --------------- | ------------------------ |
| Aston Villa       | 4 - 2           | Celtic FC                |
| Bayer Leverkusen  | 2 - 0           | Sparta Prague            |
| Borussia Dortmund | 3 - 1           | Chakhtar Donetsk         |
| BSC Young Boys    | 0 - 1           | Étoile rouge de Belgrade |
| FC Barcelone      | 2 - 2           | Atalanta Bergame         |
| Bayern Munich     | 3 - 1           | Slovan Bratislava        |
| Inter Milan       | 3 - 0           | AS Monaco                |
| RB Salzbourg      | 1 - 4           | Atlético de Madrid       |
| Girona FC         | 1 - 2           | Arsenal FC               |
| Dinamo Zagreb     | 2 - 1           | AC Milan                 |
| Juventus FC       | 0 - 2           | Benfica Lisbonne         |
| LOSC Lille        | 6 - 1           | Feyenoord Rotterdam      |
| Manchester City   | 3 - 1           | Club Bruges              |
| PSV Eindhoven     | 3 - 2           | Liverpool FC             |
| Sturm Graz        | 1 - 0           | RB Leipzig               |
| Sporting CP       | 1 - 1           | Bologne FC               |
| Stade brestois 29 | 0 - 3           | Real Madrid              |
| VfB Stuttgart     | 1 - 4           | Paris Saint-Germain      |

### Classement par journée
| Journée → Équipe ↓       | 1  | 2  | 3  | 4  | 5  | 6  | 7  | 8  | 8es | bar. |
| ------------------------ | -- | -- | -- | -- | -- | -- | -- | -- | --- | ---- |
| Real Madrid              | 9  | 17 | 12 | 18 | 24 | 20 | 16 | 11 |     | 8    |
| Manchester City          | 20 | 8  | 3  | 10 | 17 | 22 | 25 | 22 | 2   | 5    |
| Bayern Munich            | 1  | 15 | 23 | 17 | 13 | 10 | 15 | 12 | 1   | 7    |
| Paris Saint-Germain      | 15 | 19 | 19 | 25 | 25 | 25 | 22 | 15 |     | 5    |
| Liverpool FC             | 7  | 5  | 2  | 1  | 1  | 1  | 1  | 1  | 8   |      |
| Inter Milan              | 19 | 9  | 7  | 5  | 2  | 6  | 4  | 4  | 6   | 2    |
| Borussia Dortmund        | 5  | 1  | 11 | 7  | 4  | 9  | 14 | 10 | 4   | 4    |
| RB Leipzig               | 24 | 29 | 31 | 32 | 34 | 34 | 30 | 32 |     | 1    |
| FC Barcelone             | 22 | 16 | 10 | 6  | 3  | 2  | 2  | 2  | 5   | 3    |
| Bayer Leverkusen         | 3  | 4  | 6  | 13 | 6  | 4  | 8  | 6  | 7   | 1    |
| Atlético Madrid          | 13 | 23 | 27 | 23 | 15 | 11 | 5  | 5  | 2   | 6    |
| Atalanta Bergame         | 17 | 11 | 17 | 9  | 5  | 13 | 7  | 9  | 2   | 6    |
| Juventus FC              | 8  | 7  | 14 | 11 | 19 | 14 | 17 | 20 | 2   | 6    |
| Benfica Lisbonne         | 11 | 3  | 13 | 19 | 14 | 15 | 21 | 16 | 1   | 7    |
| Arsenal FC               | 16 | 13 | 9  | 12 | 7  | 3  | 3  | 3  | 4   | 4    |
| Club Bruges              | 31 | 21 | 26 | 22 | 22 | 19 | 20 | 24 |     | 6    |
| Chakhtar Donetsk         | 21 | 27 | 30 | 28 | 26 | 27 | 27 | 27 |     | 1    |
| AC Milan                 | 29 | 32 | 25 | 20 | 16 | 12 | 6  | 13 | 1   | 4    |
| Feyenoord Rotterdam      | 35 | 22 | 16 | 21 | 21 | 18 | 11 | 19 |     | 7    |
| Sporting CP              | 10 | 12 | 8  | 2  | 10 | 17 | 23 | 23 | 2   | 6    |
| PSV Eindhoven            | 27 | 24 | 28 | 24 | 18 | 23 | 19 | 14 |     | 6    |
| RB Salzbourg             | 33 | 34 | 34 | 30 | 32 | 32 | 34 | 34 |     |      |
| Dinamo Zagreb            | 36 | 28 | 22 | 16 | 23 | 24 | 26 | 25 |     | 4    |
| LOSC Lille               | 30 | 18 | 15 | 14 | 12 | 8  | 12 | 7  | 2   | 5    |
| Étoile rouge de Belgrade | 25 | 33 | 33 | 35 | 31 | 31 | 32 | 29 |     |      |
| BSC Young Boys           | 32 | 36 | 35 | 34 | 36 | 36 | 36 | 36 |     |      |
| Celtic FC                | 2  | 20 | 20 | 15 | 20 | 21 | 18 | 21 | 1   | 7    |
| Slovan Bratislava        | 34 | 35 | 36 | 36 | 35 | 35 | 35 | 35 |     |      |
| AS Monaco                | 12 | 14 | 4  | 3  | 8  | 16 | 10 | 17 | 3   | 5    |
| Sparta Prague            | 6  | 10 | 21 | 26 | 28 | 28 | 29 | 31 | 1   | 2    |
| Aston Villa              | 4  | 6  | 1  | 8  | 9  | 5  | 9  | 8  | 6   | 2    |
| Bologne FC               | 18 | 26 | 29 | 31 | 33 | 33 | 28 | 28 |     | 1    |
| Girona FC                | 26 | 30 | 24 | 29 | 30 | 30 | 31 | 33 |     | 1    |
| VfB Stuttgart            | 24 | 25 | 18 | 27 | 27 | 26 | 24 | 26 |     | 3    |
| Sturm Graz               | 28 | 31 | 32 | 33 | 29 | 29 | 33 | 30 |     |      |
| Stade brestois 29        | 14 | 2  | 5  | 4  | 11 | 7  | 13 | 18 | 4   | 4    |

## Phase à élimination directe
Lisbonne
Sporting CP
SL Benfica
Madrid
Atlético de Madrid
Real Madrid
Milan
Inter Milan
AC Milan

### Barrages de la phase à élimination directe
Les clubs classés entre la 9e et la 24e place de la phase de ligue jouent des barrages pour se qualifier pour les huitièmes de finale. Le 9e ou 10e affronte le 23e ou 24e, le 11e ou 12e affronte le 21e ou 22e, le 13e ou 14e affronte le 19e ou 20e et le 15e ou 16e affronte le 17e ou 18e. Pour chaque match, un tirage au sort, sans restriction de pays, sert à trancher entre les deux possibilités.
Le tirage au sort des barrages a lieu à Nyon le 31 janvier 2025.
| Paires 1      | Paires 1          | Paires 1          | Paires 1            | Paires 2      | Paires 2            | Paires 2          | Paires 2          |
| Tête de série | Tête de série     | Non tête de série | Non tête de série   | Tête de série | Tête de série       | Non tête de série | Non tête de série |
| ------------- | ----------------- | ----------------- | ------------------- | ------------- | ------------------- | ----------------- | ----------------- |
| 9e            | Atalanta Bergame  | 23e               | Sporting CP         | 11e           | Real Madrid         | 21e               | Celtic FC         |
| 10e           | Borussia Dortmund | 24e               | Club Bruges         | 12e           | Bayern Munich       | 22e               | Manchester City   |
| Paires 3      | Paires 3          | Paires 3          | Paires 3            | Paires 4      | Paires 4            | Paires 4          | Paires 4          |
| Tête de série | Tête de série     | Non tête de série | Non tête de série   | Tête de série | Tête de série       | Non tête de série | Non tête de série |
| 13e           | AC Milan          | 19e               | Feyenoord Rotterdam | 15e           | Paris Saint-Germain | 17e               | AS Monaco         |
| 14e           | PSV Eindhoven     | 20e               | Juventus FC         | 16e           | Benfica Lisbonne    | 18e               | Stade brestois 29 |

| Équipe              | Aller | Total  | Retour  | Équipe              |
| ------------------- | ----- | ------ | ------- | ------------------- |
| Stade brestois 29   | 0 - 3 | 0 - 10 | 0 - 7   | Paris Saint-Germain |
| Club Bruges         | 2 - 1 | 5 - 2  | 3 - 1   | Atalanta Bergame    |
| Manchester City     | 2 - 3 | 3 - 6  | 1 - 3   | Real Madrid         |
| Juventus FC         | 2 - 1 | 3 - 4  | 1 - 3ap | PSV Eindhoven       |
| AS Monaco           | 0 - 1 | 3 - 4  | 3 - 3   | Benfica Lisbonne    |
| Sporting CP         | 0 - 3 | 0 - 3  | 0 - 0   | Borussia Dortmund   |
| Celtic FC           | 1 - 2 | 2 - 3  | 1 - 1   | Bayern Munich       |
| Feyenoord Rotterdam | 1 - 0 | 2 - 1  | 1 - 1   | AC Milan            |

### Huitièmes de finale
Les huit premiers de la phase de ligue sont directement qualifiés pour ce tour et sont têtes de série. Ils sont rejoints par les huit vainqueurs des barrages.
| Paires 1      | Paires 1           | Paires 1          | Paires 1            | Paires 2      | Paires 2      | Paires 2          | Paires 2            |
| Tête de série | Tête de série      | Non tête de série | Non tête de série   | Tête de série | Tête de série | Non tête de série | Non tête de série   |
| ------------- | ------------------ | ----------------- | ------------------- | ------------- | ------------- | ----------------- | ------------------- |
| 1er           | Liverpool FC       | VB1               | Paris Saint-Germain | 3e            | Arsenal FC    | VB4               | PSV Eindhoven       |
| 2e            | FC Barcelone       | VB5               | Benfica Lisbonne    | 4e            | Inter Milan   | VB8               | Feyenoord Rotterdam |
| Paires 3      | Paires 3           | Paires 3          | Paires 3            | Paires 4      | Paires 4      | Paires 4          | Paires 4            |
| Tête de série | Tête de série      | Non tête de série | Non tête de série   | Tête de série | Tête de série | Non tête de série | Non tête de série   |
| 5e            | Atlético de Madrid | VB3               | Real Madrid         | 7e            | LOSC Lille    | VB2               | Club Bruges         |
| 6e            | Bayer Leverkusen   | VB7               | Bayern Munich       | 8e            | Aston Villa   | VB6               | Borussia Dortmund   |

| Équipe              | Aller | Total             | Retour   | Équipe             |
| ------------------- | ----- | ----------------- | -------- | ------------------ |
| Paris Saint-Germain | 0 - 1 | 1 - 1 (4 - 1 tab) | 1 - 0 ap | Liverpool FC       |
| Club Bruges         | 1 - 3 | 1 - 6             | 0 - 3    | Aston Villa        |
| Real Madrid         | 2 - 1 | 2 - 2 (4 - 2 tab) | 0 - 1 ap | Atlético de Madrid |
| PSV Eindhoven       | 1 - 7 | 3 - 9             | 2 - 2    | Arsenal FC         |
| Benfica Lisbonne    | 0 - 1 | 1 - 4             | 1 - 3    | FC Barcelone       |
| Borussia Dortmund   | 1 - 1 | 3 - 2             | 2 - 1    | LOSC Lille         |
| Bayern Munich       | 3 - 0 | 5 - 0             | 2 - 0    | Bayer Leverkusen   |
| Feyenoord Rotterdam | 0 - 2 | 1 - 4             | 1 - 2    | Inter Milan        |

### Quarts de finale
Les quarts de finale se jouent les 8 et 9 avril pour les matchs aller, et les 15 et 16 avril pour les matchs retour.
| Équipe              | Aller | Total | Retour | Équipe            |
| ------------------- | ----- | ----- | ------ | ----------------- |
| Paris Saint-Germain | 3 - 1 | 5 - 4 | 2 - 3  | Aston Villa       |
| Arsenal FC          | 3 - 0 | 5 - 1 | 2 - 1  | Real Madrid       |
| FC Barcelone        | 4 - 0 | 5 - 3 | 1 - 3  | Borussia Dortmund |
| Bayern Munich       | 1 - 2 | 3 - 4 | 2 - 2  | Inter Milan       |

### Demi-finales
Les demi-finales se jouent les 29 et 30 avril pour les matchs aller, et les 6 et 7 mai pour les matchs retour.
| Équipe       | Aller | Total | Retour   | Équipe              |
| ------------ | ----- | ----- | -------- | ------------------- |
| Arsenal FC   | 0 - 1 | 1 - 3 | 1 - 2    | Paris Saint-Germain |
| FC Barcelone | 3 - 3 | 6 - 7 | 3 - 4 ap | Inter Milan         |

### Finale
La finale se déroule le 31 mai 2025 au Fußball Arena München à Munich en Allemagne à 21 h 00 heure locale.
| Équipe              | Score | Équipe      |
| ------------------- | ----- | ----------- |
| Paris Saint-Germain | 5 - 0 | Inter Milan |

### Tableau final
|  | Huitièmes de finale | Huitièmes de finale | Huitièmes de finale | Huitièmes de finale |                     |                     | Quarts de finale | Quarts de finale | Quarts de finale | Quarts de finale |  |  | Demi-finales | Demi-finales | Demi-finales | Demi-finales |  |  | Finale                              | Finale | Finale | Finale |
|  |                     |                     |                     |                     |                     |                     |                  |                  |                  |                  |  |  |              |              |              |              |  |  |                                     |        |        |        |
|  |                     |                     |                     |                     |                     |                     |                  |                  |                  |                  |  |  |              |              |              |              |  |  | 31 mai 2025 - Fußball Arena München |        |        |        |
|  | PSV Eindhoven       | PSV Eindhoven       | 1                   | 2                   |                     |                     |                  |                  |                  |                  |  |  |              |              |              |              |  |  |                                     |        |        |        |
|  | PSV Eindhoven       | PSV Eindhoven       | 1                   | 2                   |                     |                     |                  |                  |                  |                  |  |  |              |              |              |              |  |  |                                     |        |        |        |
|  | Arsenal FC          | Arsenal FC          | 7                   | 2                   |                     |                     |                  |                  |                  |                  |  |  |              |              |              |              |  |  |                                     |        |        |        |
|  | Arsenal FC          | Arsenal FC          | 7                   | 2                   | Arsenal FC          | Arsenal FC          | 3                | 2                |                  |                  |  |  |              |              |              |              |  |  |                                     |        |        |        |
|  |                     |                     |                     |                     | Arsenal FC          | Arsenal FC          | 3                | 2                |                  |                  |  |  |              |              |              |              |  |  |                                     |        |        |        |
|  |                     |                     | Real Madrid         | Real Madrid         | 0                   | 1                   |                  |                  |                  |                  |  |  |              |              |              |              |  |  |                                     |        |        |        |
|  | Real Madrid         | Real Madrid         | Real Madrid         | Real Madrid         | 0                   | 1                   | 2                | 0 (4)tab         |                  |                  |  |  |              |              |              |              |  |  |                                     |        |        |        |
|  | Real Madrid         | Real Madrid         |                     |                     |                     |                     |                  | 0 (4)tab         |                  |                  |  |  |              |              |              |              |  |  |                                     |        |        |        |
|  | Atlético de Madrid  | Atlético de Madrid  | 1                   | 1 (2)ap             |                     |                     |                  |                  |                  |                  |  |  |              |              |              |              |  |  |                                     |        |        |        |
|  | Atlético de Madrid  | Atlético de Madrid  | 1                   | 1 (2)ap             | Arsenal FC          | Arsenal FC          | 0                | 1                |                  |                  |  |  |              |              |              |              |  |  |                                     |        |        |        |
|  |                     |                     |                     |                     | Arsenal FC          | Arsenal FC          | 0                | 1                |                  |                  |  |  |              |              |              |              |  |  |                                     |        |        |        |
|  |                     |                     | Paris Saint-Germain | Paris Saint-Germain | 1                   | 2                   |                  |                  |                  |                  |  |  |              |              |              |              |  |  |                                     |        |        |        |
|  | Paris Saint-Germain | Paris Saint-Germain | Paris Saint-Germain | Paris Saint-Germain | 1                   | 2                   | 0                | 1 (4)tab         |                  |                  |  |  |              |              |              |              |  |  |                                     |        |        |        |
|  | Paris Saint-Germain | Paris Saint-Germain |                     |                     |                     |                     |                  | 1 (4)tab         |                  |                  |  |  |              |              |              |              |  |  |                                     |        |        |        |
|  | Liverpool FC        | Liverpool FC        | 1                   | 0 (1)ap             |                     |                     |                  |                  |                  |                  |  |  |              |              |              |              |  |  |                                     |        |        |        |
|  | Liverpool FC        | Liverpool FC        | 1                   | 0 (1)ap             | Paris Saint-Germain | Paris Saint-Germain | 3                | 2                |                  |                  |  |  |              |              |              |              |  |  |                                     |        |        |        |
|  |                     |                     |                     |                     | Paris Saint-Germain | Paris Saint-Germain | 3                | 2                |                  |                  |  |  |              |              |              |              |  |  |                                     |        |        |        |
|  |                     |                     | Aston Villa         | Aston Villa         | 1                   | 3                   |                  |                  |                  |                  |  |  |              |              |              |              |  |  |                                     |        |        |        |
|  | Club Bruges         | Club Bruges         | Aston Villa         | Aston Villa         | 1                   | 3                   | 1                | 0                |                  |                  |  |  |              |              |              |              |  |  |                                     |        |        |        |
|  | Club Bruges         | Club Bruges         |                     |                     |                     |                     |                  | 0                |                  |                  |  |  |              |              |              |              |  |  |                                     |        |        |        |
|  | Aston Villa         | Aston Villa         | 3                   | 3                   |                     |                     |                  |                  |                  |                  |  |  |              |              |              |              |  |  |                                     |        |        |        |
|  | Aston Villa         | Aston Villa         | 3                   | 3                   | Paris Saint-Germain | Paris Saint-Germain | 5                | 5                |                  |                  |  |  |              |              |              |              |  |  |                                     |        |        |        |
|  |                     |                     |                     |                     | Paris Saint-Germain | Paris Saint-Germain | 5                | 5                |                  |                  |  |  |              |              |              |              |  |  |                                     |        |        |        |
|  |                     |                     | Inter Milan         | Inter Milan         | 0                   | 0                   |                  |                  |                  |                  |  |  |              |              |              |              |  |  |                                     |        |        |        |
|  | Benfica Lisbonne    | Benfica Lisbonne    | Inter Milan         | Inter Milan         | 0                   | 0                   | 0                | 1                |                  |                  |  |  |              |              |              |              |  |  |                                     |        |        |        |
|  | Benfica Lisbonne    | Benfica Lisbonne    |                     |                     |                     |                     |                  | 1                |                  |                  |  |  |              |              |              |              |  |  |                                     |        |        |        |
|  | FC Barcelone        | FC Barcelone        | 1                   | 3                   |                     |                     |                  |                  |                  |                  |  |  |              |              |              |              |  |  |                                     |        |        |        |
|  | FC Barcelone        | FC Barcelone        | 1                   | 3                   | FC Barcelone        | FC Barcelone        | 4                | 1                |                  |                  |  |  |              |              |              |              |  |  |                                     |        |        |        |
|  |                     |                     |                     |                     | FC Barcelone        | FC Barcelone        | 4                | 1                |                  |                  |  |  |              |              |              |              |  |  |                                     |        |        |        |
|  |                     |                     | Borussia Dortmund   | Borussia Dortmund   | 0                   | 3                   |                  |                  |                  |                  |  |  |              |              |              |              |  |  |                                     |        |        |        |
|  | Borussia Dortmund   | Borussia Dortmund   | Borussia Dortmund   | Borussia Dortmund   | 0                   | 3                   | 1                | 2                |                  |                  |  |  |              |              |              |              |  |  |                                     |        |        |        |
|  | Borussia Dortmund   | Borussia Dortmund   |                     |                     |                     |                     |                  | 2                |                  |                  |  |  |              |              |              |              |  |  |                                     |        |        |        |
|  | LOSC Lille          | LOSC Lille          | 1                   | 1                   |                     |                     |                  |                  |                  |                  |  |  |              |              |              |              |  |  |                                     |        |        |        |
|  | LOSC Lille          | LOSC Lille          | 1                   | 1                   | FC Barcelone        | FC Barcelone        | 3                | 3                |                  |                  |  |  |              |              |              |              |  |  |                                     |        |        |        |
|  |                     |                     |                     |                     | FC Barcelone        | FC Barcelone        | 3                | 3                |                  |                  |  |  |              |              |              |              |  |  |                                     |        |        |        |
|  |                     |                     | Inter Milan         | Inter Milan         | 3                   | 4ap                 |                  |                  |                  |                  |  |  |              |              |              |              |  |  |                                     |        |        |        |
|  | Bayern Munich       | Bayern Munich       | Inter Milan         | Inter Milan         | 3                   | 4ap                 | 3                | 2                |                  |                  |  |  |              |              |              |              |  |  |                                     |        |        |        |
|  | Bayern Munich       | Bayern Munich       |                     |                     |                     |                     |                  | 2                |                  |                  |  |  |              |              |              |              |  |  |                                     |        |        |        |
|  | Bayer Leverkusen    | Bayer Leverkusen    | 0                   | 0                   |                     |                     |                  |                  |                  |                  |  |  |              |              |              |              |  |  |                                     |        |        |        |
|  | Bayer Leverkusen    | Bayer Leverkusen    | 0                   | 0                   | Bayern Munich       | Bayern Munich       | 1                | 2                |                  |                  |  |  |              |              |              |              |  |  |                                     |        |        |        |
|  |                     |                     |                     |                     | Bayern Munich       | Bayern Munich       | 1                | 2                |                  |                  |  |  |              |              |              |              |  |  |                                     |        |        |        |
|  |                     |                     | Inter Milan         | Inter Milan         | 2                   | 2                   |                  |                  |                  |                  |  |  |              |              |              |              |  |  |                                     |        |        |        |
|  | Feyenoord Rotterdam | Feyenoord Rotterdam | Inter Milan         | Inter Milan         | 2                   | 2                   | 0                | 1                |                  |                  |  |  |              |              |              |              |  |  |                                     |        |        |        |
|  | Feyenoord Rotterdam | Feyenoord Rotterdam |                     |                     |                     |                     |                  | 1                |                  |                  |  |  |              |              |              |              |  |  |                                     |        |        |        |
|  | Inter Milan         | Inter Milan         | 2                   | 2                   |                     |                     |                  |                  |                  |                  |  |  |              |              |              |              |  |  |                                     |        |        |        |
|  | Inter Milan         | Inter Milan         | 2                   | 2                   |                     |                     |                  |                  |                  |                  |  |  |              |              |              |              |  |  |                                     |        |        |        |
|  |                     |                     |                     |                     |                     |                     |                  |                  |                  |                  |  |  |              |              |              |              |  |  |                                     |        |        |        |

## Statistiques

### Classements des buteurs et des passeurs décisifs
Statistiques officielles de l'UEFA, rencontres de la phase qualificative exclues.
| Rang | Buteur             | Club                | Buts | Minutes jouées |
| ---- | ------------------ | ------------------- | ---- | -------------- |
| 1    | Serhou Guirassy    | Borussia Dortmund   | 13   | 1084           |
| 1    | Raphinha           | FC Barcelone        | 13   | 1225           |
| 3    | Robert Lewandowski | FC Barcelone        | 11   | 985            |
| 3    | Harry Kane         | Bayern Munich       | 11   | 1120           |
| 5    | Lautaro Martínez   | Inter Milan         | 9    | 767            |
| 6    | Erling Haaland     | Manchester City     | 8    | 771            |
| 6    | Ousmane Dembélé    | Paris Saint-Germain | 8    | 1073           |
| 6    | Vinícius Júnior    | Real Madrid         | 8    | 1104           |
| 9    | Jonathan David     | LOSC Lille          | 7    | 746            |
| 9    | Julián Álvarez     | Atlético de Madrid  | 7    | 790            |
| 9    | Vangélis Pavlídis  | SL Benfica          | 7    | 905            |
| 9    | Kylian Mbappé      | Real Madrid         | 7    | 1132           |

| Rang | Passeur              | Club                | Passes | Minutes jouées |
| ---- | -------------------- | ------------------- | ------ | -------------- |
| 1    | Raphinha             | FC Barcelone        | 9      | 1225           |
| 2    | Ousmane Dembélé      | Paris Saint-Germain | 6      | 1163           |
| 2    | Joshua Kimmich       | Bayern Munich       | 6      | 1260           |
| 3    | Fermín López         | FC Barcelone        | 5      | 392            |
| 3    | Davide Zappacosta    | Atalanta Bergame    | 5      | 451            |
| 3    | Charles De Ketelaere | Atalanta Bergame    | 5      | 702            |
| 3    | Jeremie Frimpong     | Bayer Leverkusen    | 5      | 796            |
| 3    | Bradley Barcola      | Paris Saint-Germain | 5      | 950            |
| 3    | Achraf Hakimi        | Paris Saint-Germain | 5      | 1450           |
| 8    | Désiré Doué          | Paris Saint-Germain | 4      | 675            |
| 8    | Enzo Millot          | VfB Stuttgart       | 4      | 690            |
| 8    | Marcos Llorente      | Atlético de Madrid  | 4      | 693            |
| 8    | Ollie Watkins        | Aston Villa         | 4      | 697            |
| 8    | Mohamed Salah        | Liverpool FC        | 4      | 808            |
| 8    | Mikel Merino         | Arsenal FC          | 4      | 818            |
| 8    | Jamal Musiala        | Bayern Munich       | 4      | 866            |
| 8    | Julian Brandt        | Borussia Dortmund   | 4      | 884            |
| 8    | Igor Paixão          | Feyenoord Rotterdam | 4      | 921            |
| 8    | Chrístos Tzólis      | Club Bruges         | 4      | 939            |
| 8    | Fabián Ruiz          | Paris Saint-Germain | 4      | 1067           |
| 8    | Serhou Guirassy      | Borussia Dortmund   | 4      | 1084           |

### Équipe-type
| Poste      | Joueurs              | Club                |
| ---------- | -------------------- | ------------------- |
| Gardien    | Gianluigi Donnarumma | Paris Saint-Germain |
| Défenseurs | Nuno Mendes          | Paris Saint-Germain |
| Défenseurs | Alessandro Bastoni   | Inter Milan         |
| Défenseurs | Marquinhos           | Paris Saint-Germain |
| Défenseurs | Achraf Hakimi        | Paris Saint-Germain |
| Milieux    | Vitinha              | Paris Saint-Germain |
| Milieux    | Declan Rice          | Arsenal FC          |
| Milieux    | Désiré Doué          | Paris Saint-Germain |
| Attaquants | Raphinha             | FC Barcelone        |
| Attaquants | Ousmane Dembélé      | Paris Saint-Germain |
| Attaquants | Lamine Yamal         | FC Barcelone        |

| \| Donnarumma Nuno Mendes Bastoni Marquinhos Hakimi Vitinha Rice Doué Raphinha Dembélé Yamal \| Équipe-type de la Ligue des champions de l'UEFA 2024-2025 |
| Donnarumma Nuno Mendes Bastoni Marquinhos Hakimi Vitinha Rice Doué Raphinha Dembélé Yamal                                                                 |

| Donnarumma Nuno Mendes Bastoni Marquinhos Hakimi Vitinha Rice Doué Raphinha Dembélé Yamal |

### Distinctions
| Catégorie       | Joueurs         | Club                |
| --------------- | --------------- | ------------------- |
| Meilleur espoir | Désiré Doué     | Paris Saint-Germain |
| Meilleur joueur | Ousmane Dembélé | Paris Saint-Germain |

## Nombre d'équipes par association et par tour
L'ordre des fédérations est établi suivant le classement UEFA des pays en 2024.
| Association | Association | Barrages         | +   | Phase de ligue                                     | Barrages à élimination directe | Huitièmes de finale            | Quarts de finale   | Demi-finales | Finale  |
| ----------- | ----------- | ---------------- | --- | -------------------------------------------------- | ------------------------------ | ------------------------------ | ------------------ | ------------ | ------- |
| Angleterre  |             |                  | +4  | 4 Arsenal, Man. City, Liverpool, Villa             | 1 Man. City                    | 3 Liverpool, Arsenal, Villa    | 2 Arsenal, Villa   | 1 Arsenal    |         |
| Espagne     |             |                  | +4  | 4 Atlético, Barcelone, Girona, Real                | 1 Real                         | 3 Barcelone, Atlético, Real    | 2 Barcelone, Real  | 1 Barcelone  |         |
| Allemagne   |             |                  | +5  | 5 Bayern, Dortmund, Leipzig, Leverkusen, Stuttgart | 2 Bayern, Dortmund             | 3 Bayern, Dortmund, Leverkusen | 2 Bayern, Dortmund |              |         |
| Italie      |             |                  | +5  | 5 Atalanta, Bologne, Inter, Milan, Juventus        | 3 Atalanta, Milan, Juventus    | 1 Inter                        | 1 Inter            | 1 Inter      | 1 Inter |
| France      |             | 1 Lille          | +3  | 4 Brest, Lille, Monaco, Paris                      | 3 Brest, Monaco, Paris         | 2 Lille, Paris                 | 1 Paris            | 1 Paris      | 1 Paris |
| Pays-Bas    |             |                  | +2  | 2 Eindhoven, Feyenoord                             | 2 Eindhoven, Feyenoord         | 2 Eindhoven, Feyenoord         |                    |              |         |
| Portugal    |             |                  | +2  | 2 Benfica, Sporting                                | 2 Benfica, Sporting            | 1 Benfica                      |                    |              |         |
| Belgique    |             |                  | +1  | 1 Bruges                                           | 1 Bruges                       | 1 Bruges                       |                    |              |         |
| Écosse      |             |                  | +1  | 1 Celtic                                           | 1 Celtic                       |                                |                    |              |         |
| Autriche    |             | 1 Salzbourg      | +1  | 2 Graz, Salzbourg                                  |                                |                                |                    |              |         |
| Serbie      |             | 1 Belgrade       |     | 1 Belgrade                                         |                                |                                |                    |              |         |
| Turquie     |             | 1 Galatasaray    |     |                                                    |                                |                                |                    |              |         |
| Suisse      |             | 1 Berne          |     | 1 Berne                                            |                                |                                |                    |              |         |
| Ukraine     |             | 1 Kiev           | +1  | 1 Donetsk                                          |                                |                                |                    |              |         |
| Tchéquie    |             | 2 Slavia, Sparta |     | 1 Sparta                                           |                                |                                |                    |              |         |
| Norvège     |             | 1 Bodø/Glimt     |     |                                                    |                                |                                |                    |              |         |
| Danemark    |             | 1 Midtjylland    |     |                                                    |                                |                                |                    |              |         |
| Croatie     |             | 1 Zagreb         |     | 1 Zagreb                                           |                                |                                |                    |              |         |
| Suède       |             | 1 Malmö          |     |                                                    |                                |                                |                    |              |         |
| Slovaquie   |             | 1 Bratislava     |     | 1 Bratislava                                       |                                |                                |                    |              |         |
| Azerbaïdjan |             | 1 Qarabağ        |     |                                                    |                                |                                |                    |              |         |
| Total       | Total       | 14               | +29 | 36                                                 | 16                             | 16                             | 8                  | 4            | 2       |